# Escut i bandera de Llocnou de Sant Jeroni
L'escut i la bandera de Llocnou de Sant Jeroni són els símbols representatius de Llocnou de Sant Jeroni, municipi del País Valencià, a la comarca de la Safor.

## Escut heràldic
L'escut oficial de Llocnou de Sant Jeroni té el següent blasonament:
| « | Escut quadrilong de punta redona, partit. En el primer quarter, en camp d'or, dos pals de gules, abraçat d'atzur sembrat de flors de lis d'or i brisat amb lambel de gules. En el segon quarter, en camp d'atzur, un lleó rampant d'or, sobremuntat d'un capel cardenalici de gules. En el timbre, una corona reial oberta. | » |

## Bandera
La bandera oficial de Llocnou de Sant Jeroni té la següent descripció:
| « | Bandera de proporcions 2:3. De roig, l'escut municipal al centre, sense timbrar. L'escut ocuparà 3/5 parts de l'alçada del llenç. | » |

## Història
L'escut s'aprovà per Resolució de 6 de setembre de 1994, del conseller d'Administració Pública, publicada en el DOGV núm. 2.366, de 14 d'octubre de 1994.
A la primera partició, s'hi representen les armes d'Alfons d'Aragó i Foix, primer duc de Gandia i fundador del Monestir de Sant Jeroni de Cotalba. Aquest monestir és el fundador de Llocnou de Sant Jeroni el 8 de desembre de 1609, del qual porta el nom. El Rafalet de Bonamira, població mudèjar antecessora de Llocnou, havia estat donada pels ducs al Monestir de Sant Jeroni de Cotalba. A la segona partició, apareix l'emblema heràldic de l'orde dels Jeronis. Tant les armes ducals com les de l'orde de Sant Jeroni, combinades en aquest escut, fan referència conjuntament al monestir de Sant Jeroni, fundador del poble. L'escut està basat, doncs, en una heràldica que, per separat (escut ducal i escut de l'orde), era usada al monestir.
La bandera s'aprovà per Resolució de 5 de juliol de 2017, de la Presidència de la Generalitat, publicada en el DOGV núm. 8.101, de 8 d'agost de 2017.